# Посёлок VI Конгресса Коминтерна
VI Конгре́сса Коминте́рна — посёлок в Рубцовском районе Алтайского края. Входит в состав Вишнёвского сельсовета.

## История
Основан в 1939 году как посёлок центральной усадьбы колхоза им. 6 конгресса Коминтерна

## Население
| 1997 | 1998 | 1999 | 2000 | 2001 | 2002 | 2003 | 2004 | 2005 |
| ---- | ---- | ---- | ---- | ---- | ---- | ---- | ---- | ---- |
| 231  | ↘230 | ↗236 | ↗240 | ↘227 | ↘216 | ↘214 | →214 | ↗215 |
| 2006 | 2007 | 2008 | 2009 | 2010 | 2011 | 2012 | 2013 |      |
| ↘211 | ↗213 | ↘211 | ↘199 | ↘196 | ↘195 | →195 | ↗196 |      |

## Улицы
- ул. Молодёжная,
- ул. Садовая,
- ул. Степная.